# سباستيان بلازكز
سباستيان بلازكز (بالإسبانية: Sebastián Blázquez)‏ هو لاعب كرة قدم أرجنتيني، ولد في 27 نوفمبر 1979 في باهيا بلانكا في الأرجنتين. لعب مع أتلتيكو باتروناتو وأوليمبيا أسونسيون وتاليريس وديبورتيفو كالي وسان مارتين دي سان خوان وفيليز سارسفيلد ونادي أتليتيكو بيلغرانو ونادي أتليتيكو كولون.

## وصلات خارجية
- سباستيان بلازكز على موقع إي إس بي إن إف سي (الإنجليزية)
- سباستيان بلازكز على موقع قاعدة بيانات كرة القدم.إي يو (الإنجليزية)